# Strawberry Fields Forever
〈Strawberry Fields Forever〉는 영국의 록 밴드 비틀즈의 노래다. 존 레논이 쓰고 작곡가 파트너십 레논-매카트니로 크레디트되었다. 레논은 자신이 리버풀에서 성장하던 때 구세군 아동 보육원인 스트로베리 필드의 정원에서 놀던 기억에서 영감을 추출했다.
비틀즈의 《Sgt. Pepper's Lonely Hearts Club Band》 (1967) 세션 도중 녹음된 첫 트랙이었고, 물론 음반에 담을 목적이었으나, 비틀즈가 소속된 음반 회사의 압력으로 더블 A 싱글로 〈Penny Lane〉과 함께 1967년 2월 발표되었다. 싱글은 영국 싱글 차트에서 2위에 머물러 밴드의 4년간 지속된 영국 차트 정상 기록이 무너졌다. 미국의 빌보드 핫 100에서는 8위까지 오른다.
레논은 이 곡을 자신의 가장 위대한 업적으로 생각했다. 거꾸로 녹음된 기악과 테이프 루프를 적용했고, 전체적으로 다른 박자, 분위기, 조성을 지닌 두 개의 분리된 버전의 곡을 합쳐 완성했다. 이후 미국 LP 《Magical Mystery Tour》에 수록되었다. (다만 동명의 영국 더블 EP에는 수록되지 않았다.
〈Strawberry Fields Forever〉는 사이키델릭 록 장르의 대표작 중 하나로 다수의 아티스트가 커버한 바 있다. 비틀즈가 제작한 곡의 홍보 영상은 뮤직 비디오 매체에 영향을 주었다. 뉴욕 시 센트럴 파크의 스트로베리 필즈 기념비는 노래의 이름을 따 명명되었다.

## 배경과 작곡

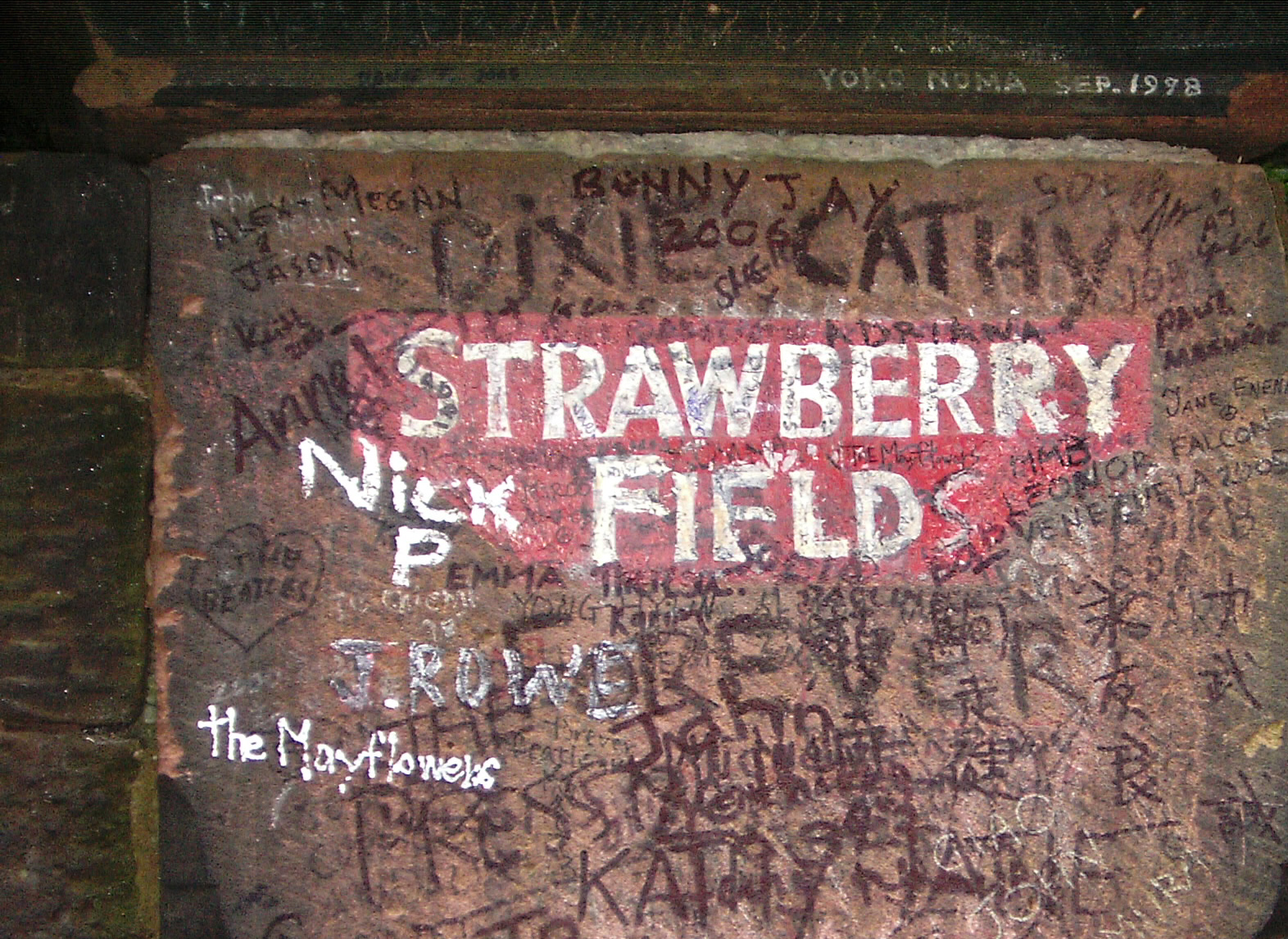
스트로베리 필드의 문기둥. 이 장소는 현재 리버풀의 관광명소 중 하나가 되었다.

스트로베리 필드는 구세군 아동 보육원의 이름이었다. 이곳은 리버풀 근교 울튼에 위치한 레논의 어릴 적 집에서 바로 한 모퉁이만 돌면 나오는 곳이었다. 당시 레논과 그의 친구 피트 쇼튼, 나이젤 월리, 이반 본은 이 집 뒤의 나무가 우거진 정원에서 놀고는 했다. 또한 레논의 어릴 적 취미 중 하나는 매 여름 캘덜스톤스 파크에서 열리는 정원 파티에서 구세군 밴드의 연주를 보는 것이었다. 레논의 이모 미미 스미스는 이렇게 회고했다. "구세군 밴드의 연주소리가 나자마자 존은 펄쩍펄쩍 뛰면서 소리쳤죠. '미미, 빨리 와. 늦겠단 말이야.'"
레논의 〈Strawberry Fields Forever〉와 폴 매카트니의 〈Penny Lane〉는 리버풀에서의 어릴 적 추억이라는 주제를 공유하고 있다. 비록 언급하는 실제 장소는 다르지만 두 곡 모두 강렬한 초현실주의와 사이키델릭을 함축하고 있다. 프로듀서 조지 마틴은 〈Strawberry Fields Forever〉을 처음 듣자 "흐릿하고, 인상주의적인 환상"이 상기되었다고 했다.
"예수보다 더 인기있다" 논란, 필리핀 영부인 이멜다 마르코스에 대한 비의도적 무시 등 비틀즈는 당시 자신들의 경력에서 가장 어려웠던 시기인 투어를 막 은퇴한 참이었다. 1980년 레논이 노래에 대해 얘기했다. "제 삶 내내 전 항상 다르게 살았습니다. 두 번째 소절은 이렇죠, 'No one I think is in my tree.' 그, 저는 수줍음과 자책감에 빠져 있었습니다. 요컨대 제 관점에서 누구도 저보다 세상 물정을 잘 아는 사람이 없었어요. 그러니 저는 분명 광인과 천재 중 하나였던 것입니다. – 'I mean it must be high or low' " 그리고 노래를 "음악에 설정한 정신분석"이라고 설명했다.
레논은 리처드 레스터의 영화 《하우 아이 원 더 워》를 촬영하던 1966년 9월–10월 사이 스페인 알메리아에서 노래를 쓰기 시작했다. 알메리아에서 녹음된 초기 데모에는 후렴은 없고 절 하나만 달랑 있다. "There's no one on my wavelength / I mean, it's either too high or too low / That is you can't you know tune in but it's all right / I mean it's not too bad" 이 절의 단어를 그는 보다 모호하게 하기 위해 변경했고, 이후 멜로디와 후렴의 가사 일부(브리지로 활용되었고 스트로베리 필드에 대한 언급은 아직 없음.)를 썼다. 이후 추가적 절과 스트로베리 필드의 언급을 넣었다. 발표된 음원에서 처음 나오는 절은 그가 제일 마지막에 쓴 것으로, 녹음에 인접한 시기였다. 레논은 후렴을 쓰기 위해 어린 시절의 기억에 다시 영감을 받았다. "nothing to get hung about" 구절에서 이모 미미가 예의 스트로베리 필드 정원에서 못 놀게 엄명한 것에 영감을 받았는데, 레논은 그 엄명에 "They can't hang you for it."라고 대답했다. 레논이 쓴 첫 번째 구절은 발표 버전에서는 두 번째가 되었고, 레논이 쓴 두 번째 절은 발표 버전에서 마지막에 나온다.
〈Strawberry Fields Forever〉는 전반적으로 레논의 작곡이나, 1967년 레논은 매카트니의 〈Penny Lane〉을 자기가 도운 것처럼 매카트니도 이 곡에서 기여했다고 말했다. 매카트니가 쓴 멜로트론 도입부를 두고 조지 마틴은 "단순하지만 고무하는 악곡"이라고 말했다.

## 음악적 구조
노래는 본래 다장조의 통기타 곡으로 쓰였다. 녹음된 버전은 내림나장조에 가깝다. 녹음 속도에서 속임수를 준 덕에 최종 버전은 표준 음높이가 아니다. (일부 구간의 으뜸음은 A로 간주된다.) 도입부에서는 매카트니가 멜로트론을 연주했다. 동시에 I–ii–I–♭VII–IV 진행이 따라온다. 보컬은 절이 아닌 후렴에서 나오기 시작한다.

## 참여 인원
이언 맥도널드 제공
비틀즈
- 존 레논 – 보컬, 통기타, 봉고, 멜로트론
- 폴 매카트니 – 멜로트론, 베이스, 전기 기타, 팀파니, 봉고
- 조지 해리슨 – 전기 슬라이드 기타, 스와르만달, 팀파니, 마라카스
- 링고 스타 – 드럼, 타악기

추가 음악가와 프로덕션 스태프
- 조지 마틴 – 프로듀서, 첼로 및 트럼펫 편곡
- 제프 에머릭 – 음향 엔지니어
- 말 에반스 – 탬버린
- 닐 아스피넬 – 귀로우
- 테리 도란 – 마라카스
- 토니 피셔 – 트럼펫
- 그렉 보웬 – 트럼펫
- 드렉 왓킨스 – 트럼펫
- 스텐리 로더릭 – 트럼펫
- 존 홀 – 첼로
- 데렉 심슨 – 첼로
- 노먼 존스 – 첼로

## 차트 성적
| 차트 성적 (1967)                 | 최고 순위 |
| -------------------------------- | --------- |
| 호주 고셋 네셔널 탑 40           | 1         |
| 오스트리아 (Ö3 오스트리아 탑 40) | 13        |
| 네덜란드 (네덜란드스 탑 40)      | 1         |
| 네덜란드 (싱글 톱 100)           | 1         |
| 노르웨이 (VG-리스타)             | 1         |
| 영국 싱글 (오피셜 차트 컴퍼니)   | 2         |
| 미국 빌보드 핫 100               | 8         |

### 참조주
1. 1 2  J. DeRogatis, Turn on Your Mind: Four Decades of Great Psychedelic Rock (Milwaukee, WI: Hal Leonard, 2003), ISBN 0-634-05548-8, p. 160.
2. ↑  Aspden, Peter. "The Sound and Fury of Pop Music." Financial Times. 14 August 2015.
3. ↑  C. Heylin, The Act You've Known For All These Years: the Life, and Afterlife, of Sgt. Pepper (London: Canongate Books, 2007), ISBN 1-84195-955-3, p. 153
4. ↑  Miles (1997) pp. 306–307.
5. ↑  Lewisohn (1988) p. 95
6. ↑  “The Rolling Stone 500 Greatest Songs of All Time”. 《Rolling Stone》. 2006년 12월 14일에 원본 문서에서 보존된 문서. 2007년 12월 17일에 확인함.
7. ↑  “Strawberry Fields”. 《Central Park Conservancy》. 2008년 4월 21일에 원본 문서에서 보존된 문서. 2007년 12월 16일에 확인함.
8. ↑  “Strawberry Fields”. New York City Department of Parks & Recreation. 2007년 12월 16일에 확인함.
9. ↑  The Beatles Anthology DVD (2003) (Episode 6 - 0:32:32) McCartney talking about Strawberry Field.
10. ↑  The Beatles Anthology DVD (2003) (Episode 6 - 0:32:36) McCartney talking about Lennon’s "Magic garden" (Strawberry Field).
11. 1 2  Spitz (2005) p. 642
12. ↑  “Strawberry Fields Forever”. 《Mersey Beat》. 2006. 2016년 3월 6일에 원본 문서에서 보존된 문서. 2008년 8월 19일에 확인함.
13. ↑  Davies (2002) p. 57
14. ↑  The Beatles Anthology DVD (2003) (Episode 6 - 0:36:32) McCartney talking about Strawberry Fields Forever and Penny Lane being more surreal.
15. 1 2  Spitz (2005) p. 641
16. ↑  Spitz (2005) pp. 619-625
17. ↑  The Beatles Anthology DVD (2003) (Episode 6 - 0:32:04) McCartney talking about not performing, and starting Strawberry Fields Forever.
18. 1 2  Webb, Robert (2006년 11월 29일). “'Strawberry Fields Forever': The making of a masterpiece”. 《The Independent》. 2008년 7월 24일에 확인함.
19. ↑  Everett (1999) p. 75
20. ↑  Sheff (2000) p. 153
21. ↑  The Beatles Anthology DVD (2003) (Episode 6 - 0:26:28) Lennon talking about filming in Spain.
22. ↑  Kozinn (1995) p. 148
23. ↑  Freeman, Simon (2005년 5월 31일). “Strawberry Fields is not forever”. 《Times Online》. 2007년 12월 14일에 확인함.[깨진 링크(과거 내용 찾기)]
24. ↑  Compton 2017, 168쪽.
25. ↑  Dominic Pedler. The Songwriting Secrets of the Beatles. Music Sales Limited. Omnibus Press. NY. 2003. p. 647.
26. ↑  Dominic Pedler. The Songwriting Secrets of the Beatles. Music Sales Limited. Omnibus Press. NY. 2003. p. 646.
27. ↑  Unterberger, Richie. [(영어) https://www.allmusic.com/song/t232901 “Strawberry Fields Forever”] |url= 값 확인 필요 (도움말). AllMusic. 2007년 12월 16일에 확인함.
28. ↑  MacDonald (2005), pp. 212–20
29. ↑  “Go-Set Australian Charts – 19 April 1967”. poparchives.com.au. 2017년 3월 6일에 원본 문서에서 보존된 문서. 2015년 3월 21일에 확인함.
30. ↑  "The Beatles – Strawberry Fields Forever – Austriancharts.at" (in German). Ö3 오스트리아 탑 40. Hung Medien.  29 November 2013에 확인함.
31. ↑  "Nederlandse Top 40 – The Beatles search results" (in Dutch) 네덜란드스 탑 40.  Stichting Nederlandse Top 40.  29 November 2013에 확인함.
32. ↑  "Dutchcharts.nl – The Beatles – Strawberry Fields Forever / Penny Lane" (in Dutch). 싱글 톱 100. Hung Medien / hitparade.ch.  29 November 2013에 확인함.
33. ↑  "Norwegiancharts.com – The Beatles – Strawberry Fields Forever". VG-리스타. Hung Medien.  29 November 2013에 확인함.
34. ↑  Spitz (2005) p. 656
35. ↑  Lewisohn (1988) pp. 200–201

## 참고 문헌
- Babuik, Andy; Lewisohn, Mark; Bacon, Tony (2002). 《Beatles Gear: All the Fab Four's Instruments, from Stage to Studio》. Milwaukee, WI: Backbeat Books. ISBN 0-87930-731-5.
- The Beatles (2000). 《The Beatles Anthology》. San Francisco: Chronicle Books. ISBN 0-8118-2684-8.
- The Beatles (2003). 《The Beatles Anthology (DVD)》. Apple records. ASIN: B00008GKEG (Bar Code: 24349 29699).
- Castleman, Harry; Podrazik, Walter J. (1976). 《All Together Now: The First Complete Beatles Discography 1961–1975》. New York, NY: Ballantine Books. ISBN 0-345-25680-8.
- Cross, Craig (2004). 《Beatles-Discography.com: Day-By-Day Song-By-Song Record-By-Record》. Bloomington: iUniverse. ISBN 0-595-31487-2.
- Cunningham, Mark (1996/1999). 《GOOD VIBRATIONS: A History Of Record Production》. London: Sanctuary Music Library. ISBN 978-1-86074-144-9.
- Davies, Hunter (2002). 《The Beatles: The Authorised Biography》. New York: W.W. Norton. ISBN 0-393-32886-4.
- Emerick, Geoff; Massey, Howard (2006). 《Here, There and Everywhere: My Life Recording the Music of the Beatles》. New York: Penguin Books. ISBN 1-59240-179-1.
- Everett, Walter (1999). 《The Beatles as Musicians: Revolver Through the Anthology》. New York: Oxford Press. ISBN 0-19-512941-5.
- Gambaccini, Paul (1989). 〈Paul McCartney, 1974〉.   Herbst, Peter. 《The Rolling Stone Interviews: 1967–1980》. New York: MacMillan. ISBN 0-312-03486-5.
- Gilliland, John (1969). “Sergeant Pepper at the Summit: The very best of a very good year.”. 《Pop Chronicles》. Digital.library.unt.edu. 2016년 11월 24일에 원본 문서 (audio)에서 보존된 문서. 2017년 3월 15일에 확인함.
- Gould, Jonathan (2007). 《Can't Buy Me Love: The Beatles, Britain, and America》. New York: Harmony Books. ISBN 0-307-35337-0.
- Kozinn, Allan (1995). 《The Beatles》. London: Phaidon. ISBN 0-7148-3203-0.
- Lennon, Cynthia (2006). 《John》. London: Hodder & Stoughton. ISBN 0-340-89828-3.
- Lewisohn, Mark (1988). 《The Beatles Recording Sessions》. New York: Harmony Books. ISBN 0-517-57066-1.
- Lewisohn, Mark (1992). 《The Complete Beatles Chronicle》. Harmony Books. ISBN 0-600-58749-5.
- MacDonald, Ian (2005). 《Revolution in the Head: The Beatles' Records and the Sixties》 Seco Revis판. London: Pimlico (Rand). ISBN 1-84413-828-3.
- Miles, Barry (1997). 《Paul McCartney: Many Years From Now》. New York: Henry Holt & Company. ISBN 0-8050-5249-6.
- Miles, Barry (2001). 《The Beatles Diary Volume 1: The Beatles Years》. London: Omnibus Press. ISBN 0-7119-8308-9.
- Rice, Tim; Gambaccini, Paul; Rice, Jo (1997). 《British Hit Singles》. Enfield, Middlesex: Guinness Publishing Ltd. ISBN 0-85112-633-2.
- “The Rolling Stone 100 Greatest Beatles Songs of All Time”. 《Rolling Stone》. 2010. 2010년 8월 28일에 원본 문서에서 보존된 문서. 2010년 8월 30일에 확인함.
- Priore, Domenic (2005). 《Smile: The Story of Brian Wilson's Lost Masterpiece》. London: Sanctuary. ISBN 1860746276.
- Sheff, David (2000). 《All We Are Saying: The Last Major Interview with John Lennon and Yoko Ono》. New York: St. Martin's Press. ISBN 0-312-25464-4.
- Spitz, Bob (2005). 《The Beatles: The Biography》. New York: Little, Brown and Company. ISBN 1-84513-160-6.
- Toropov, Brandon (2002). 《The Complete Idiot's Guide to Urban Legends》. London: Alpha Books. ISBN 0-02-864007-1.